# José de Iturrigaray
José de Iturrigaray (né José Joaquín de Iturrigaray y Aróstegui à Cadix en 1742 et mort à Madrid en 1815) est un officier de l'armée espagnole et Vice-roi de Nouvelle-Espagne, du 4 janvier 1803 au 16 septembre 1808.

## Biographie

### Origines et carrière militaire
Iturrigaray est issu d'une famille de marchands fortunés de Navarre, et est dénommé vizcaino c'est-à-dire, basque.
Sous Charles III en 1762, il prend part à la guerre contre le Portugal et à Gibraltar. En 1793, sous Charles IV, ses mérites sont reconnus durant la campagne de Rosellón lors de la guerre contre la France révolutionnaire. En 1801, il est commandant en chef de l'armée d'Andalousie dans la guerre contre le Portugal, sous les ordres du Generalissimo Manuel Godoy.

### Vice-roi de Nouvelle-Espagne
C'est Godoy qui le nomme Vice-roi de Nouvelle-Espagne. Iturrigaray arrive dans la colonie en 1803 avec sa femme, María Inés de Jáuregui y Arístegui. Lorsqu'il passe la douane à Veracruz, il amène un énorme chargement de biens qui entre sans payer de droits car il les déclare comme son bagage personnel. Le roi lui fait envoyer une grande quantité d'armes que le Vice-roi fournit aux régiments de Mexico et Puebla, alors stationnés à Cuba. Iturrigaray devient vite populaire son caractère amical et jovial contraste avec celui austère de son prédécesseur, Félix Berenguer de Marquina.
Le Roi avait ordonné que les vignobles actuellement cultivés continuent à l'être mais que le Vice-roi ne devait pas en autoriser de nouveaux. En 1803 le Vice-roi se plaint auprès des États-Unis de la contrebande et de la pêche des navires américains dans les eaux de Nouvelle-Espagne, en particulier en Californie et Sonora.
En juin, il visite l'actuel État de Guanajuato, pour y annoncer l'ouverture d'un grenier public. Il inspecte également les mines de La Valenciana et Rayas, il y reçoit un présent de 1 000 onces d'or. Il offre de demander à l'Espagne une quantité suffisante de mercure pour permettre l'exploitation des mines. En traversant Celaya, il autorise l'Ayuntamiento (le conseil municipal) à organiser des corridas et à construire un pont sur le Río La Laja. Le pont sera construit sous la direction de l'architecte Francisco Eduardo Tresguerras (es).
Le 9 décembre 1803 il inaugure le bronze équestre de Charles IV de Manuel Tolsá (es) au centre de Mexico. La première pierre du socle avait été posée le 18 juillet 1796 par le Vice-roi Miguel de la Grúa Talamanca y Branciforte et la statue avait été coulée le 4 août 1802.
Le 22 mars 1803 l'explorateur et naturaliste prussien, le Baron Alexander von Humboldt arrive à Acapulco depuis le Pérou sur le navire Pizarro. Le 5 mai 1804, le Baron Humboldt estime la population de Nouvelle-Espagne à 6 millions d'habitants.
Le 18 mars 1804 une expédition de vaccination contre la variole menée par le Dr Francisco Javier de Balmis arrive en Nouvelle-Espagne. L'accueil du Vice-roi est moins enthousiaste que ne l'espéraient les chefs de l'expédition. Cependant le Dr Juan Arboleya vaccine le fils du Vice-roi.
En mars 1805, des nouvelles arrivent en Nouvelle-Espagne d'une nouvelle déclaration de guerre de l'Espagne contre l'Angleterre. Iturrigaray reçoit l'ordre de mettre la colonie en état de défense et d'augmenter ses contributions à l'Espagne. Pour ce faire, il promulgue la Cédula de la Caja de Consolidación qui transfère les revenus des propriétés religieuses et de ses fondations au gouvernement. L'effet immédiat est le renforcement des protestations de l'opposition espagnole au Vice-roi, avec parmi elles, celle de l'évêque Manuel Abad y Queipo.
Le mécontentement populaire croit avec l'augmentation des taxes, ainsi que le mécontentement des Peninsulares (colons espagnols nés en Espagne), à cause des faveurs accordées par le Vice-roi aux Créoles (colons espagnols nés en Amérique). Parmi ces derniers commence à se faire jour un esprit d'indépendance inspiré par les nouvelles des troubles à Aranjuez et la défaite politique de Godoy. Iturrigaray se voit dans l'obligation de s'allier au parti créole pour conserver le pouvoir.
Le 30 avril 1803, Napoléon vend la Louisiane aux États-Unis pour 80 millions de francs. En 1806, ce pays demande au Marqués de Casa Calvo de retirer les troupes espagnoles de La Nouvelle-Orléans pour que les États-Unis puissent entrer en possession de leur nouveau territoire, les espagnols se retirent.

### La situation en Espagne
En 1808, Les troupes de Napoléon envahissent l'Espagne. Alors que les forces françaises approchent de Madrid, la famille royale décide de fuir vers la Nouvelle-Espagne. Cette idée n'est guère appréciée par la population espagnole. Le 17 mars 1808, une émeute éclate à Aranjuez. Godoy, qui est haï, est appréhendé par la foule, humilié, dépouillé de ses décorations et presque tué. La foule, loyale au Prince Ferdinand, futur roi Ferdinand VII, force Charles à abdiquer en faveur de son fils. Ferdinand fait alors arrêter Godoy. Mais en mai, tous trois – Godoy, Ferdinand et Charles – sont faits prisonniers par Napoléon. Ce dernier force Ferdinand et Charles à abdiquer en sa faveur. Il nomme ensuite son frère, Joseph Bonaparte, roi d'Espagne.
Le 2 mai 1808, le peuple de Madrid prend les armes contre les Français. C'est l'étincelle qui déclenche la révolte de tout le pays. Partout des juntes provisoires s'organisent pour gouverner au nom de Ferdinand VII.

### Conséquences en Nouvelle-Espagne

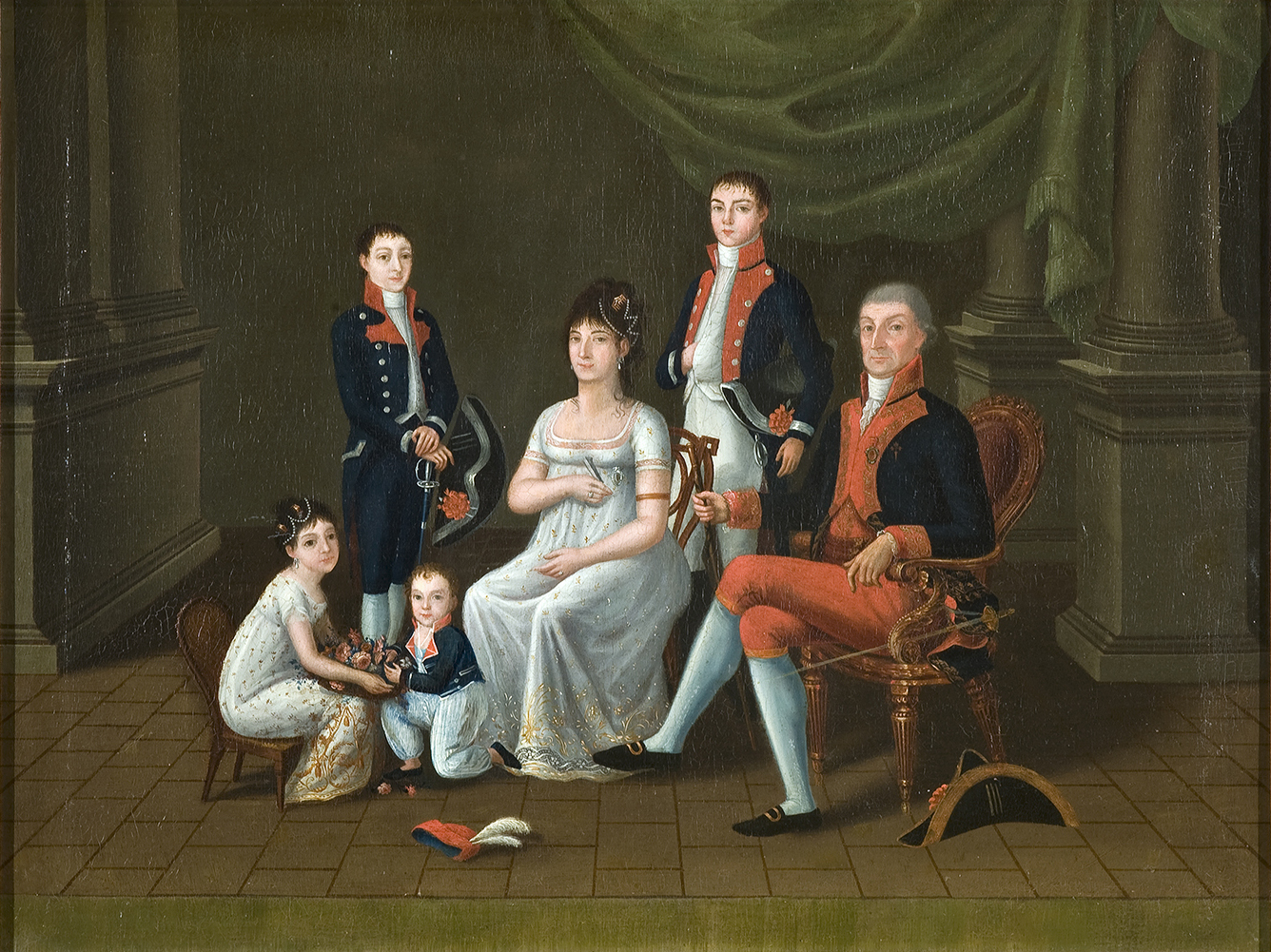
Le Vice-roi Iturrigaray et sa famille.

Les nouvelles de la situation en Espagne arrivent à Mexico le 23 juin 1808, puis le 14 juillet, la nouvelle de l'abdication du Roi en faveur de Napoléon. Le Cabildo (conseil municipal) de Mexico est composé de Créoles. Le 19 juillet 1808, les conseillers Juan Francisco Azcárate y Ledesma et Francisco Primo Verdad y Ramos (es) présentent un plan en vue de former un gouvernement provisoire autonome de Nouvelle-Espagne avec, à sa tête, Iturrigaray. La justification étant que la mère patrie était maintenant occupée par des troupes étrangères et que la famille royale était prisonnière. Le plan est accepté par le Vice-roi et le Cabildo, mais pas par l'Audiencia.
Le 20 juillet 1808, Diego Leño de l'Ayuntamiento de Xalapa, réclame la tenue d'un congrès de représentants de toute la Nouvelle-Espagne.
Le parti créole poursuit l'agitation, demandant la création d'une Junte comme en Espagne et la formation d'un congrès. Encore une fois l'Audiencia s'y oppose, arguant que la Nouvelle-Espagne est une colonie et n'est pas habilitée à prendre de telles décisions. 
Le 9 août 1808, lors d'une assemblée de notables, l'avocat Primo Verdad y Ramos s'exprime en faveur d'une souveraineté populaire. Certains oidores (membres de l'Audiencia) déclarent cette position séditieuse et subversive. L'inquisiteur Bernardo Prado y Ovejero la déclare hérésie et anathème. Les notables adoptent alors une position intermédiaire — La Nouvelle-Espagne ne reconnaîtra aucune autorité supérieure à celle du Roi d'Espagne.
Le 31 août 1808 la crise est à son paroxysme avec l'arrivée de Juan Gabriel Jabat, représentant de la Junte de Séville, et porteur d'un message de la Junte des Asturies. Les deux juntes réclament leur reconnaissance en tant que gouvernement légitime d'Espagne et de Nouvelle-Espagne, en fournissant des preuves de la vacance du pouvoir dans le pays.
Le 1er septembre 1808, Melchor de Talamantes, un prêtre péruvien et un intellectuel du parti créole, envoie deux tracts au Cabildo, en faveur de la séparation d'avec l'Espagne et convoquant un congrès mexicain. Ses conclusions sont que tous les liens avec l'Espagne étant maintenant rompus, qu'il s'agit d'édicter des lois régionales, indépendantes de la mère patrie, que l'Audiencia ne peut plus parler au nom du roi et que le roi ayant disparu, la souveraineté revient désormais au peuple.
Il semble qu'une guerre ouverte est sur le point d'éclater entre les partisans de l'Audiencia et les créoles, partisans du Cabildo. Une autre rencontre tumultueuse a lieu le 9 septembre.

### Déposition du Vice-roi
Iturrigaray penche fortement en faveur du parti créole et est grandement suspect aux yeux du parti de l'Espagne. Il reçoit les pétitions des créoles pour la création d'un congrès et la non reconnaissance de la junte espagnole. Il fait envoyer 40 000 pesos au Consulado de Veracruz, notoirement libéral. Il nomme les créoles à des postes administratifs importants. Et le plus grave, il mobilise un régiment de dragons d'Aguascalientes, stationné à Jalapa. Ce régiment est commandé par le Colonel Ignacio Obregón, un ami intime du Vice-roi.
Iturrigaray est sur le point de démissionner quand, le 15 septembre 1808 le parti de l'Espagne, emmené par Gabriel J. de Yermo (es), l'arrête. Yermo est soutenu par les riches marchands espagnols, par les oidores Aguirre et Bataller, par l'archevêque et par les juges de l'Inquisition. Cinq cents conspirateurs bien armés attaquent le palais du Vice-roi à deux heures du matin. Un soldat est tué. Les membres du Cabildo sont arrêtés.
Après sa capture, Iturrigaray est conduit à l'Inquisition afin de faire croire à la population qu'il a été déposé pour hérésie. Sa femme et ses enfants sont emmenés au couvent de San Bernardo. La Vice-reine est cruellement insultée et ses bijoux sont volés. Le Vice-roi est déposé par l'Audiencia.
Un inventaire des biens personnels du Vice-roi est ordonné dont le total s'avérera supérieur à un million de pesos. Ce qui est immédiatement considéré comme une preuve qu'il utilisait son poste à des fins d'enrichissement personnel.
Selon la coutume en cas de vacance non prévue du poste de Vice-roi, l'intérim revient au plus vieux militaire de plus haut grade de la colonie, il s'agit du maréchal Pedro de Garibay, un octogénaire qui est la marionnette des marchands et de l'Audiencia.
Primo Verdad y Ramos et Melchor de Talamantes sont emprisonnés et meurent dans leur cellule. Sont également emprisonnés Lic. Cristo, Juan Francisco Azcárate et le général français Octaviano d'Alvímar.

### Retour en Espagne
Le 21 septembre 1808, Iturrigaray est renvoyé en Espagne comme prisonnier. Il est traduit en justice à Cadix pour déloyauté. Les charges ne sont cependant pas étayées de preuves. Il est libéré par l'amnistie décrétée par les Cortes en 1810. La procédure de destitution se poursuit cependant après l'amnistie et ne se termine que lors de la mort d'Iturrigaray en 1815, mais pas avant qu'il ne soit condamné à une amende de 435 000 pesetas.
Selon la plupart des historiens, il était également impliqué par James Wilkinson dans un complot visant à permettre l'invasion du Mexique par Aaron Burr.